# Georges Couthon

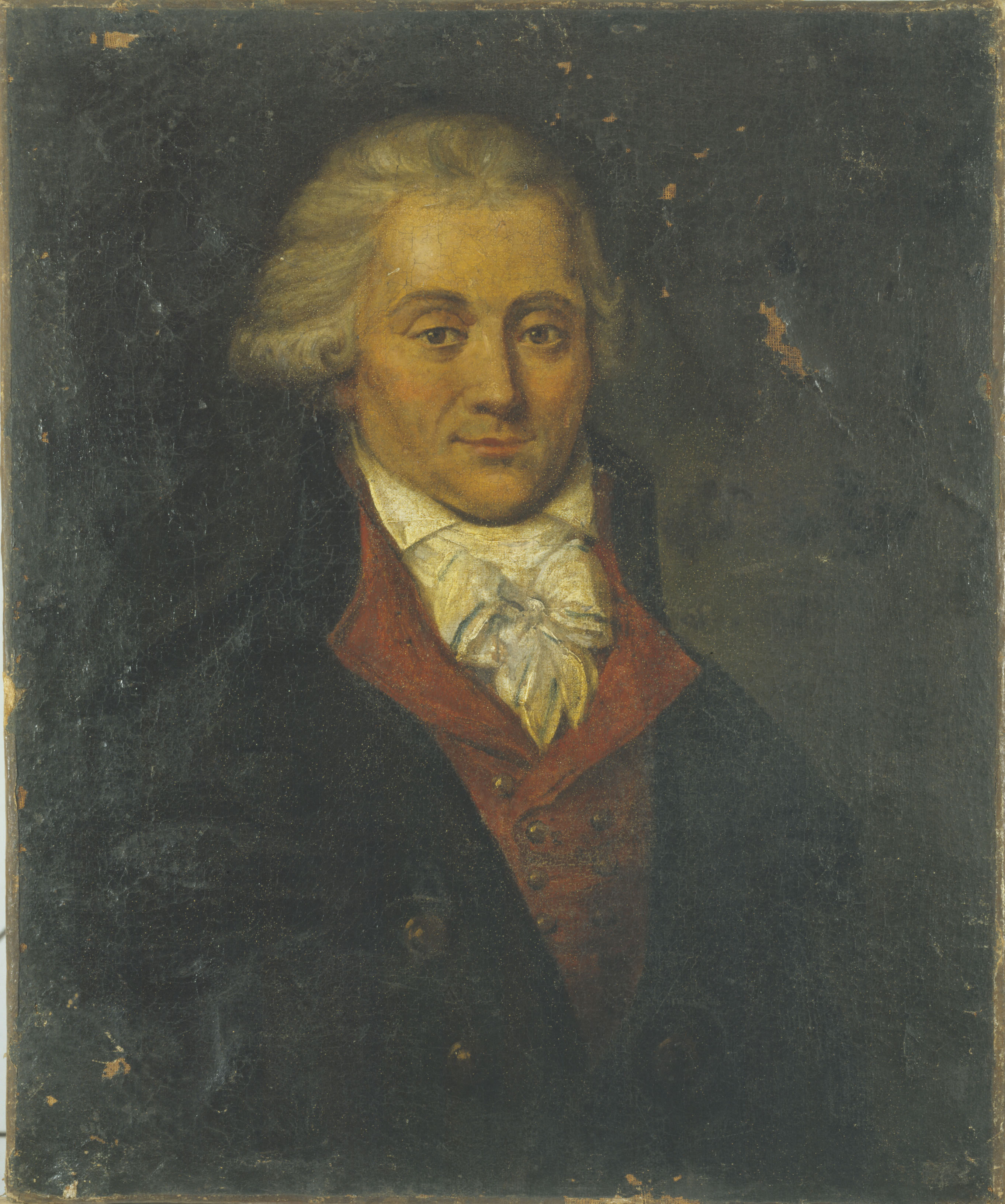
Portretschilderij door François Bonneville (1790)

Georges Auguste Couthon, ook bekend als Aristide Couthon (Orcet, 22 december 1755 – Parijs, 28 juli 1794) was een Franse advocaat en politicus. Tijdens de Franse Revolutie zetelde hij in de Wetgevende Vergadering en de Nationale Conventie. Hij schreef mee aan de democratische grondwet van 1793, maar stond achter de opschorting ervan tot er vrede zou zijn. Gedurende de radicaalste fase van de revolutie gaf Couthon met zijn vrienden Robespierre en Saint-Just de toon aan in het Comité de salut public. Hij was een drijvende kracht achter de Wet van 22 prairial, die het aantal doodvonnissen van het Revolutionair tribunaal de hoogte injoeg. Door de coup van thermidor belandden Couthon en de robespierristen zelf op het schavot.

## Leven

### Auvergne
Als jongste zoon van een dorpsnotaris behoorde Couthon tot de robins, een (lagere) middenklasse van togadragers. Zijn moeder Marie Lafond was dochter van een veehandelaar. De oudste broer Pierre bereidde zich voor om het notariskantoor over te nemen en Georges studeerde voor advocaat. Hij deed dat bij de openbaar aanklager van Riom en rondde in oktober 1780 af met een trimester aan de rechtsfaculteit van Reims, die niet zeer hoog stond aangeschreven. De intellectueel begaafde Couthon verdroeg slecht de hiërarchische standenmaatschappij, met de cascade van minachting die de opeenvolgende sociale groepen voor elkaar koesterden. In april 1781 probeerde hij het in Parijs als advocaat-stagiair bij het Parlement, maar blijkbaar liep dit niet voorspoedig. In juli 1782 verliet hij de hoofdstad en in mei 1783 schreef hij zich in aan de balie van Clermont-Ferrand. 
Couthon gaf gratis consult aan armen en behartigde hun belangen in de lokale liefdadigheidsinstellingen. Hij werd omschreven als zachtmoedig, voorkomend en behulpzaam. In 1786 trad hij toe tot de plaatselijke vrijmetselaarsloge en het volgende jaar tot de Société littéraire. Nog in 1787 werd hij aangesteld als juridisch adviseur van de derde stand in de provinciale vergadering. In deze periode kampte Couthon al met voorschrijdende invaliditeit. Sinds zijn kindertijd leed hij aan gewrichtspijnen en vanaf 1782 raakte hij geleidelijk verlamd aan zijn benen. Dat jaar zocht hij verlichting in de zwavelhoudende wateren van Néris-les-Bains, maar kuren hield zijn ziekte niet tegen. Retroactief valt deze overigens moeilijk te diagnosticeren. Niettegenstaande zijn gezondheidsproblemen trouwde hij in 1787 met Marie Brunel, met wie hij twee zonen kreeg: Antoine (1787-1867) en Jean (1790). 
In de aanloop naar de Franse Revolutie hielp Couthon met het opstellen van cahiers de doléances. Ook was hij kandidaat om voor de derde stand naar de Staten-Generaal te gaan, maar hij werd niet verkozen. In de zomer van 1789 werd hij lid van de gemeenteraad van Clermont, die hij een paar keer voorzat. In maart 1790 was hij een van de initiatiefnemers die de Société populaire des Amis de la Constitution oprichtten in Clermont. Deze vrienden van de grondwet waren een lokale afdeling van de Jakobijnenclub en Couthon was een fervent deelnemer. Op 8 november werd hij na verkiezingen voorzitter van de districtsrechtbank van Clermont.

### Wetgevende Vergadering

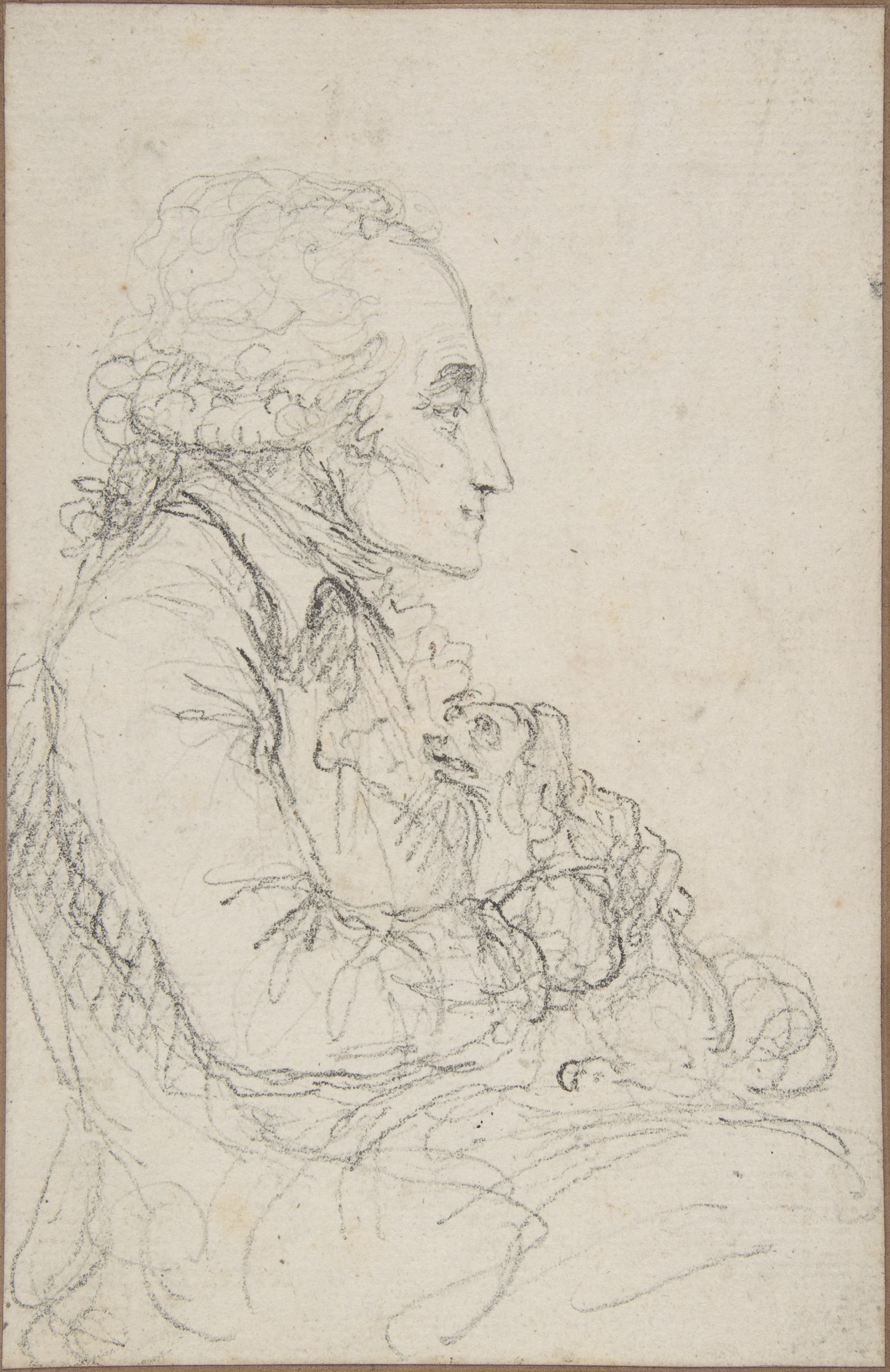
Couthon in de Nationale Conventie (Vivant Denon, 1793)

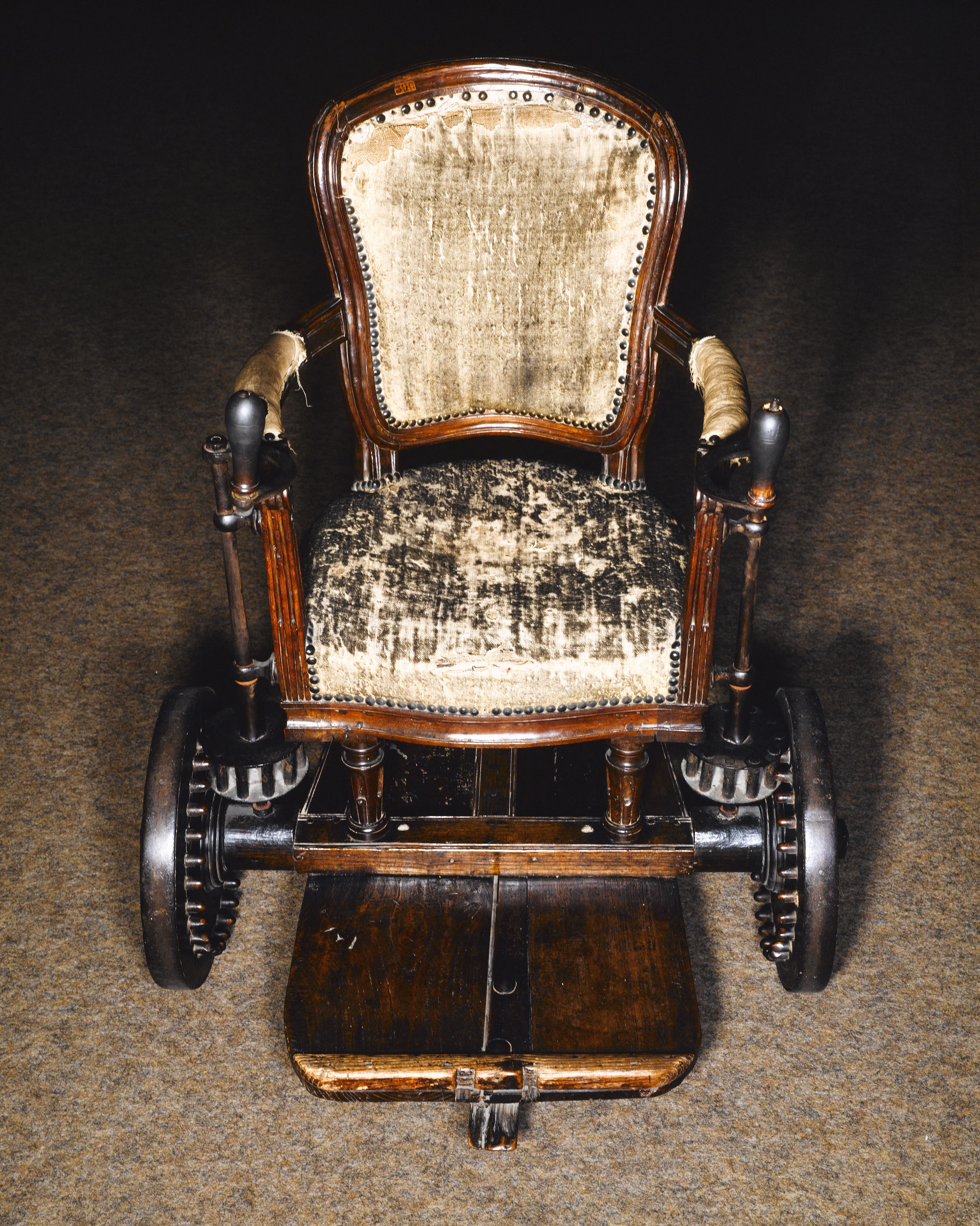
Rolstoel van Couthon in het Musée Carnavalet van Parijs. Het toestel, dat met armkracht en tandwielen kon worden voortbewogen, had hij gevonden in Versailles en zou voordien aan de gravin van Artois hebben toebehoord.

De politieke ambities van Couthon waren ondertussen nationaal geworden. In september 1791 nam hij met succes deel aan de verkiezingen in Puy-de-Dôme voor de Wetgevende Vergadering. Met 283 stemmen op 433 kiezers was hij de achtste en laatst verkozene van twaalf kandidaten. Hij verhuisde met zijn gezin naar de rue Saint-Honoré, waar ook Maximilien de Robespierre een appartement bleek te huren. 
Als parlementair liet Couthon zich direct opmerken door een voorstel van decreet over de etiquette ten aanzien van koninklijke bezoeken aan de Vergadering. Op zijn initiatief werd beslist dat Lodewijk XVI niet met "Sire" of "Majesteit" zou worden aangesproken, maar als "koning der Fransen". Men zou respect betuigen door bij zijn binnenkomst het hoofd te ontbloten en recht te staan, maar men zou niet wachten op een teken om weer te gaan zitten. In februari 1792 heropende Couthon het debat over de afschaffing van de feodale lasten. De afkoopbaarheid ervan was volgens hem onvoldoende, hij zag het als een onvervulde belofte die mensen ontgoochelde en ervan weerhield ten oorlog te trekken voor de revolutie. Zijn voorstel rond de lods (transactietaksen) opende de weg naar een strenger bewijsregime dat het veel lastiger maakte voor ex-heren.
In deze jaren kon Couthon zich nog verplaatsen met een wandelstok. Omdat de koude winter zijn conditie geen deugd had gedaan, ging hij in de zomer van 1792 kuren in Saint-Amand-les-Eaux. Daar vernam hij de val van het koningschap, wat hij toejuichte. Zijn geloof in de constitutionele monarchie en in het vrijwillig opgeven van koninklijke en adellijke voorrechten was herhaaldelijk teleurgesteld, tot zijn nieuwe ideaal een democratische republiek was geworden. Aan revolutionair geweld dacht hij nog niet. De septembermoorden veroordeelde hij publiek.

### Nationale Conventie
Op 6 september 1792 werd Couthon herverkozen als afgevaardigde voor Puy-de-Dôme in de Nationale Conventie, deze keer als eerste van elf kandidaten. Aanvankelijk hield hij afstand van de partijstrijd tussen girondijnen en montagnards, maar uit vriendschap voor Robespierre steunde hij hem toen hij in oktober werd aangevallen door Barbaroux. Ook de herhaalde aanvallen van tegen de Commune van Parijs en de federalistische dreiging dreven hem tegen het jaareinde weg van de girondijnen en deden hem uiteindelijk op de banken van de Montagne belanden. Op het proces tegen Lodewijk XVI stemde hij voor de doodstraf zonder beroep of uitstel. Even voordien, op 26 november 1792, was hij op missie gestuurd naar de Loiret om de orde te handhaven en de graantoevoer te herstellen. Begin maart belastte de Conventie hem, samen met Goupilleau de Montaigu en Michel, met het integreren van het vorstendom Salm in het departement Vogezen. De drie representanten werden op 30 april teruggeroepen naar Parijs .
Op 31 mei 1793 droeg Couthon bij aan de val van de Girondijnen. Tegen zijn gewoonte in (hij sprak meestal zittend) liet hij zich naar het spreekgestoelte dragen om huisarrest te vragen voor 22 girondijnse gedeputeerden. Nadien vroeg hij ook om gematigdheid tegenover de overwonnenen en bood aan zelf als gijzelaar naar Bordeaux te gaan om de onrust weg te nemen. Op wetgevend vlak schreef hij mee aan de Grondwet van het jaar I. In het debat over de gelijkberechtiging van vrouwen in het huwelijksvermogensrecht stelde hij onomwonden: "De vrouw is geboren met evenveel capaciteiten als de man. Als ze het hier nog niet heeft getoond, is dat niet de fout van de Natuur maar van onze oude instellingen".

### Schrikbewind
Op 10 juli 1793 werd Couthon lid van het Comité de salut public. Sinds 31 mei was hij al verantwoordelijk de correspondentie van dit nieuwe machtige orgaan. Op wetgevend vlak stemde hij in met belangrijke antifeodale maatregelen, zoals de afschaffing zonder vergoeding van alle feodale rechten en het verbranden van de feodale titels. Als volksrepresentant vaardigde hij op 20 augustus een besluit uit dat beval alle kastelen en andere monumenten van het feodalisme in het departement Puy-de-Dôme te slopen. De volgende dag werd hij op missie gestuurd naar het Leger van de Alpen en naar de Rhône-et-Loire om het opstandige Lyon weer in het gareel te krijgen. In de kathedraal van Clermont-Ferrand hield hij op 2 september een wervende oproep voor de levée en masse. Met deze Auvergnese versterkingen, die op 17 september bij Lyon aankwamen, werd de blokkade rond de stad voltooid. Toen die op 9 oktober viel, beval de Conventie de vernietiging van de wat voortaan Ville-Affranchie heette. Couthon weet de rebellie aan de domheid van de inwoners en sprak van de nood aan "een kolonie Jakobijnen" om ze op te voeden. Ondanks de hevige retoriek schrok hij ervoor terug de draconische maatregelen zelf uit te voeren. Hij zette een militaire commissie op poten voor de berechtingen, maar onder zijn bewind werden slechts de stadsmuren en enkele huizen van rijken gesloopt en vonden 84 terechtstellingen plaats. Dan wendde hij gezondheidsredenen voor om zijn terugroeping te vragen. Op 3 november keerde hij terug naar Parijs, zodat de massale executies toevielen aan Collot d'Herbois en Fouché, weliswaar op basis van een dispositief dat Couthon had gecreëerd.
Couthon hervatte zijn werk in het Comité de salut public en werd op 21 december verkozen tot voorzitter van de Conventie. Hij liet generaal Westermann in beschuldiging stellen en droeg bij aan de uitschakeling van de hébertisten en de dantonisten. In deze meedogenloze zuivering van facties binnen de montagnards was geen spoor meer te bekennen van zijn relatieve terughoudendheid in Lyon. Couthon, die in het voorjaar van 1794 een driewielige rolstoel was beginnen gebruiken, werd op 22 april met Cambacérès en Merlin de Douai gekozen om te zetelen in de commissie die de wetgeving moest zuiveren en codificeren. Op 7 mei schaarde hij zich achter Robespierre en diens decreet volgens hetwelk de Franse Republiek het Opperwezen erkende. Beiden deelden een onmiskenbare religiositeit en deïsme. Het best bekend is Couthon als auteur en rapporteur van de wet van 22 Prairial (10 juni 1794), die de zogenaamde Grote Terreur organiseerde. Verdachten hadden geen recht meer op een advocaat en konden geen getuigen meer oproepen. Samen met een centralisering van het Revolutionair tribunaal moest dit toelaten de vijanden van het volk te vernietigen. Meer en meer conventieleden begonnen te vrezen dat ze zelf tot die vijanden zouden kunnen behoren. De creatie van een Bureau de police générale, waarin alleen Robespierre, Saint-Just en Couthon zetelden, versterkte de argwaan. Waarom moesten de politietaken van het Comité de salut public in deze besloten kring worden gedupliceerd?

### Arrestatie en executie

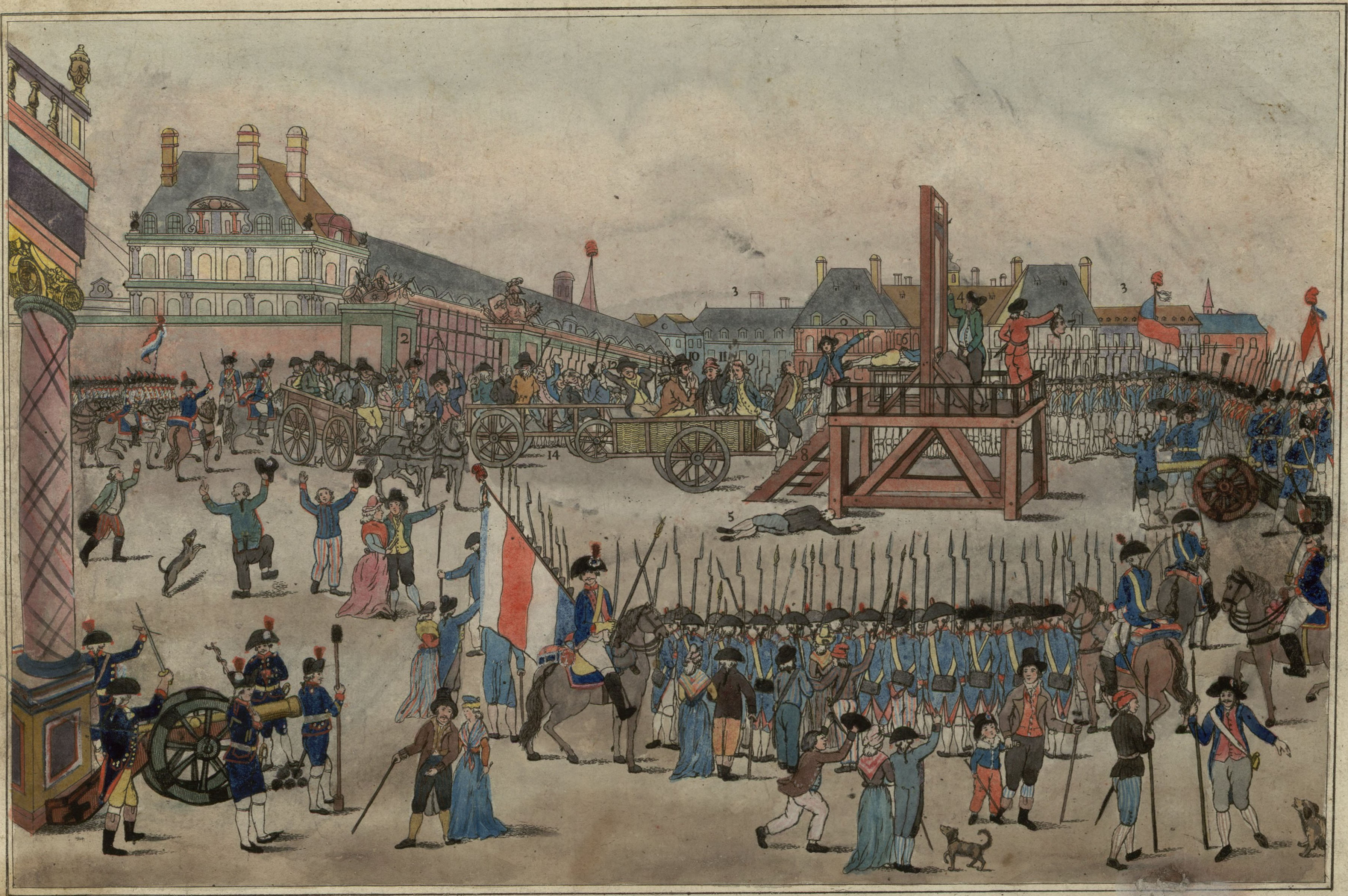
Prent uit 1794 met de executie van de robespierristen. Couthons lichaam ligt op de guillotine en zijn hoofd wordt aan de menigte getoond.

Op 27 juli 1794 viel het doek voor Couthon. De coup van 9 Thermidor begon met beschuldigingen van conventieleden dat hij met Robespierre en Saint-Just een triumviraat had gevormd en complotteerde om een dictatuur te vestigen. In volle zitting werden ze gearresteerd. Hij werd zonder zijn rolstoel weggedragen en opgesloten in de gevangenis La Bourbe. Toen de Commune hem om 1u na middernacht kwam bevrijden, ging hij naar huis. Maar een sterk aandringend bericht van Robespierre overtuigde hem zich toch naar het stadhuis van Parijs te begeven om samen met de Commune de strijd aan te gaan. Enkele uren later werd het stadhuis ingenomen door Barras met troepen loyaal aan de Conventie. In het gewoel werd Couthon beneden een trap aangetroffen met een bloedende hoofdwonde. Was hij geduwd of gevallen? Meestal wordt het eerste aangenomen, maar volgens een plausibele getuigenis viel hij toen hij met een gendarme probeerde te vluchten.
Rond 5u werd Couthon naar het Hospice de l'Humanité gebracht voor verzorging door dokter Desault. Tijdens zijn verhoor door vrederechter Bucquet verklaarde hij dat de beschuldiging van samenzwering onterecht was. Hij werd op een draagberrie naar het Comité de salut public gevoerd en ontmoette daar rond 9u Robespierre. Vervolgens werden ze opgesloten in de Conciergerie. De dag nadien werd het duo met twintig medestanders onthoofd op de Place de la Révolution. Een proces was niet nodig, omdat ze vogelvrij waren verklaard. Couthon was als eerste aan de beurt. Door zijn invaliditeit had de beul een pijnlijk kwartier nodig om hem in positie vast te binden. Hij werd begraven op het cimetière des Errancis.
De reputatie van Couthon nam na zijn executie een snelle duik. Zijn geboortedorp desavoueerde hem als "verrader van de Republiek". Reeds enkele weken later kregen zijn kinderen andere familienamen: de zesjarige oudste werd Antoine Brunel en zijn broer werd Pierre Lafond. Zijn weduwe bekwam vrijgave van het verzegelde huis en van de geconfisqueerde goederen. Ze hertrouwde in 1801.

## Publicaties
Couthon heeft weinig geschreven. In 1791 verscheen van hem de komedie L'Aristocrate converti ('De bekeerde aristocraat'). De uitgebreide correspondentie waarmee hij zijn geboortestreek op de hoogte hield van zijn activiteiten, vormt een belangrijke bron over zijn denkbeelden.

## Eerbetoon
Naar Couthon zijn straten en pleinen vernoemd in Clermont-Ferrand, Romagnat, Carvin, Aulnoy-lez-Valenciennes, Avion, Chamalières, Gerzat, Guyancourt, La Rochelle, Les Martres-de-Veyre, Longueau, Orcet, Poitiers en Saint-Germain-Lembron. Op zijn geboortehuis is in 1981 een gedenkplaat aangebracht.

## Voetnoten
1. ↑  Albert Soboul, "Georges Couthon" in: Annales historiques de la Révolution française, 1983, nr. 252, p. 206
2. ↑  Albert Soboul, "Georges Couthon" in: Annales historiques de la Révolution française, 1983, nr. 252, p. 214
3. ↑  André Burguière, "La Révolution et la famille" in: Annales. Économies, Sociétés, Civilisations, 1991, nr. 1, p. 163. DOI:10.3406/ahess.1991.278934
4. ↑  Paul R. Hanson, Jacobin Republic Under Fire. The Federalist Revolt in the French Revolution, 2010, p. 220
5. ↑  Albert Soboul, "Georges Couthon" in: Annales historiques de la Révolution française, 1983, nr. 252, p. 216
6. ↑  Marie-Madeleine Sève, "Sur la pratique jacobine: la mission de Couthon à Lyon" in: Annales historiques de la Révolution française, 1983, nr. 254, p. 526. DOI:10.3406/ahrf.1983.1071
7. ↑  Albert Soboul, "Georges Couthon" in: Annales historiques de la Révolution française, 1983, nr. 252, p. 224
8. ↑  Colin Jones, The Fall of Robespierre: 24 Hours in Revolutionary Paris, 2021, p. 422 en 520. Gearchiveerd op 14 juli 2023.

- Bibliothèque nationale de France: cb124496196 (data)
- CiNii: DA15478779
- Gemeinsame Normdatei: 120032309
- International Standard Name Identifier: 0000 0000 8086 5995
- Library of Congress Control Number: nr91023789
- Nationale Bibliotheek van Israël: 987007294907205171
- Nationale Bibliotheek van Polen: a0000002146271
- Nederlandse Thesaurus van Auteursnamen: 108229149
- SNAC: w65t5gmd
- Système universitaire de documentation: 033650985
- Trove: 1480889
- Union List of Artist Names: 500354303
- Virtual International Authority File: 7483949
- WorldCat: E39PBJxRH3FxbVtqwDf7VCGT73